# Kebnepakteglaciären
Kebnepakteglaciären är den nordligaste av de tre glaciärer som finns på Kebnekaises östra sida. Kebnepakteglaciären sitter i ackumulationsområdet ihop med Isfallsglaciären och Storglaciären. Glaciären ligger nedanför toppen Kebnepakte och gör en skarp sväng runt Norra Klippberget ner i Tarfalasjön. Glaciären är på grund av denna kurva mycket sprickig i partier. 
Den är mycket brant och svårforcerad, men har kartlagts vid flera tillfällen.

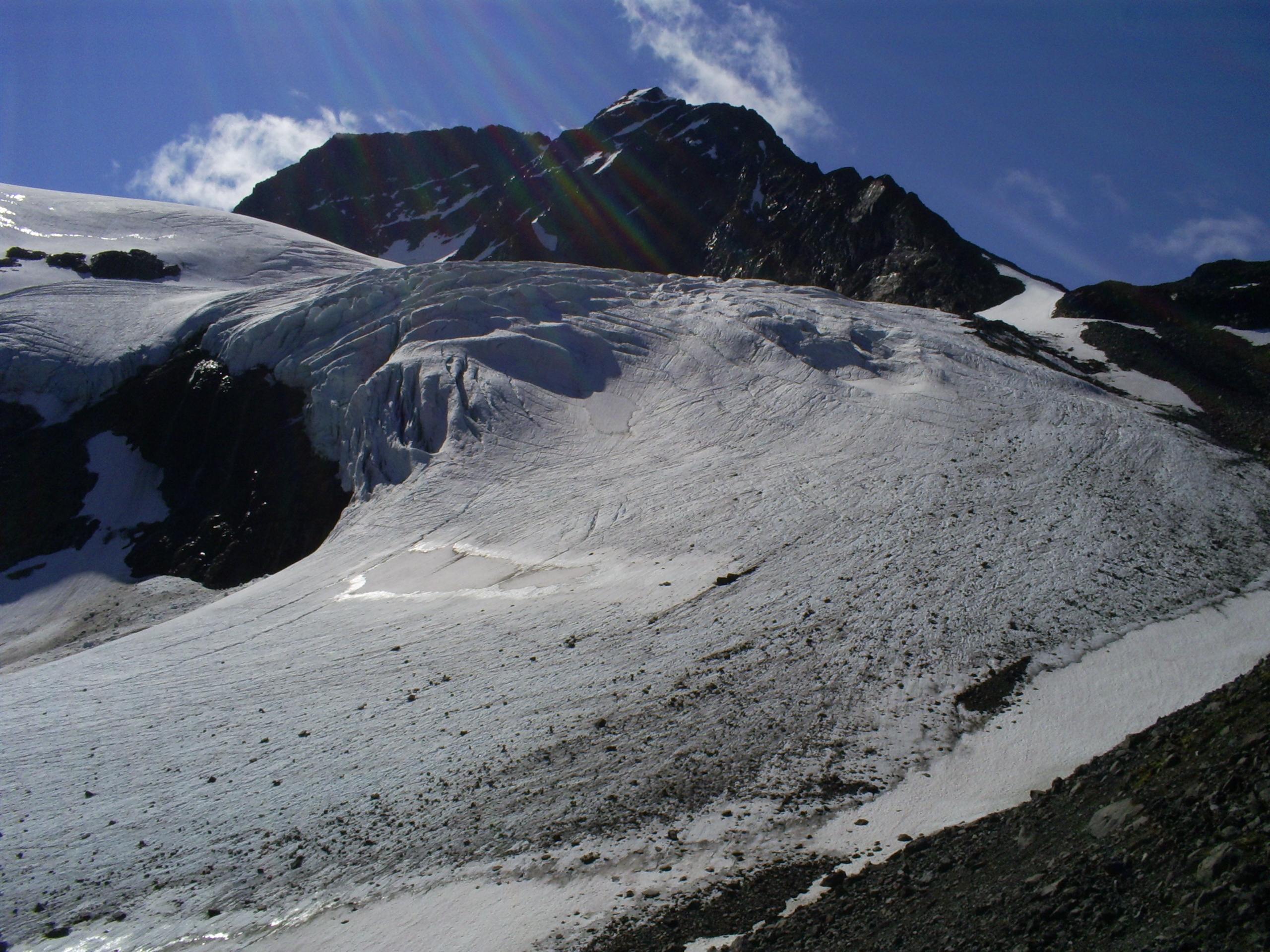
Kebnepakteglaciären i juli 2006

Tidigare kalvade glaciären i Tarfalasjön via en ca 30 meter hög isbräcka men idag har den retirerat så mycket att ingen kalvning sker.